# Хоботнорилі химери
Хоботнорилі химери (Callorhinchidae)  — родина хрящових риб ряду химероподібних (Chimaeriformes). Включає три сучасних види в одному роді та низку викопних форм. Поширені у морях південної півкулі.

## Опис
Довжина становить до 1 м, вага — до 10 кг. Головна особливість — загнутий донизу хобот. Чутливим хоботом шукають донних безхребетних, що закопалися в ґрунт, а лопаткою їх відкопує. Самиці відкладають яйцеві капсули, які мають значні розміри, від 17 до 43 см.

## Види
- Рід Callorhinchus
  - Callorhinchus callorynchus (Linnaeus, 1758)
  - Callorhinchus capensis Duméril, 1865
  - Callorhinchus milii Bory de Saint-Vincent, 1823